# Christoph Rodt

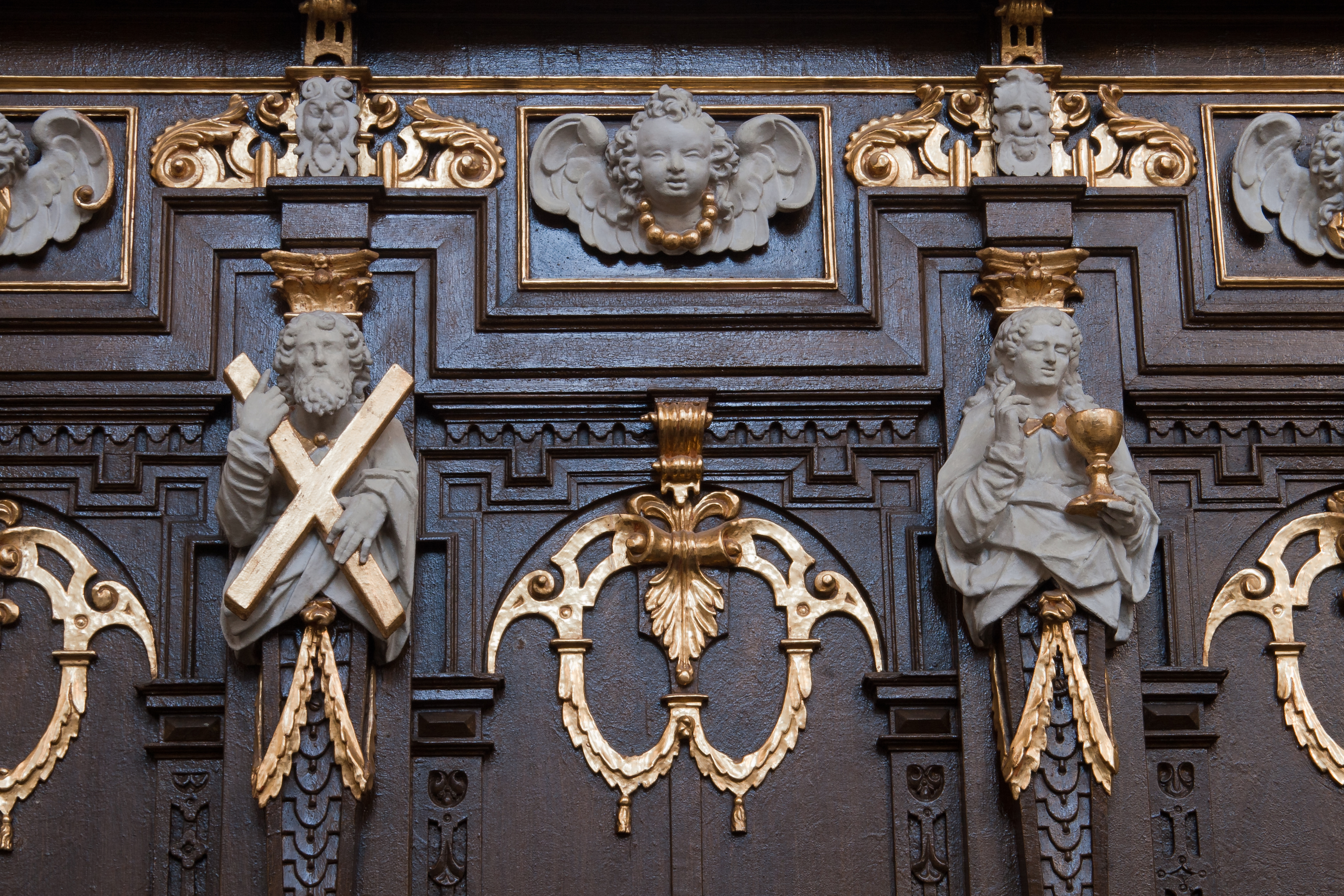
Chorgestühl der Klosterkirche in Roggenburg

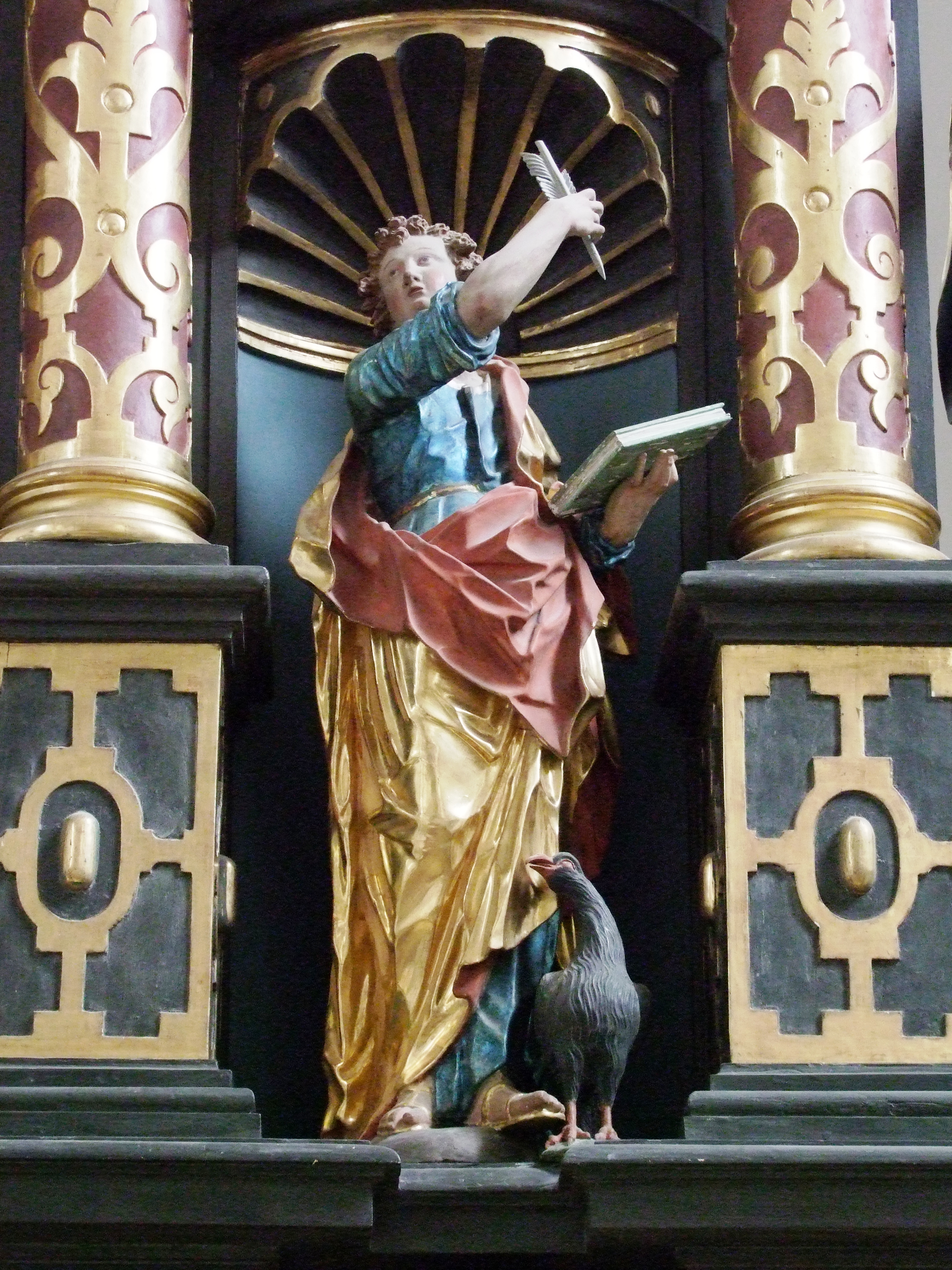
Hochaltar der Pfarrkirche St. Martin in Illertissen

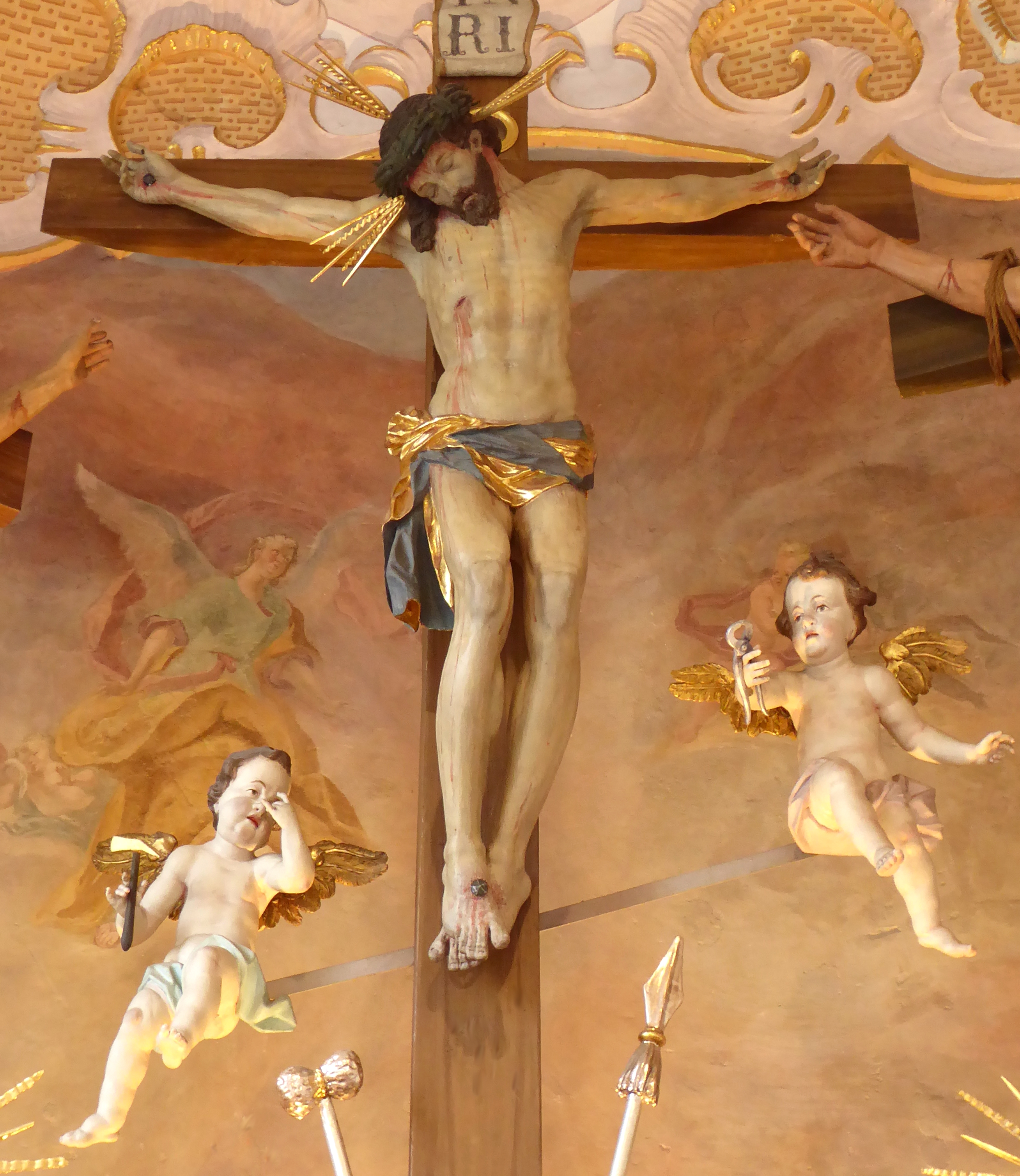
Ein Frühwerk Rodts: Der gekreuzigte Christus aus dem Jahr 1604 in der Wallfahrtskirche Heilig Kreuz in Mindelaltheim

Christoph Rodt  (* um 1578 in Neuburg an der Kammel; † 1634 in Kötz) war ein deutscher Bildhauer.

## Werdegang
Christoph Rodt wurde vor 1600 wahrscheinlich von Hans Degler in Weilheim zum Bildhauer ausgebildet.
Im Jahr 1604 fertigte er den bis heute erhaltenen Hochaltar in der Pfarrkirche St. Martin in Illertissen und die Figuren des gekreuzigten Christus und der beiden Schächer in der Heilig-Kreuz-Kirche in Mindelaltheim. Als Hauptwerk Rodts kann der Kreuzaltar gelten, den er im Jahr 1628 noch in der alten Kirche des Prämonstratenserklosters Roggenburg aufgestellt hat (abgebrochen wegen Wurmfraß 1753). Von diesem Altar stammt wohl auch die berühmte Kreuzabnahmegruppe in der Pfarrkirche von  Neuburg an der Kammel.
In den folgenden Jahren arbeitete er unter anderem am Choraltar in der Pfarrkirche St. Martin in Gundelfingen (1625).

Christoph Rodt ist auch für seine Gnadenbilder bekannt. Insgesamt sechs Marienstatuen sind überliefert. Eine dieser Madonnen, die er im Jahr 1607 vollenden konnte, steht in der Pfarrkirche St. Peter und Paul in Oberelchingen, der damaligen Kirche des Klosters Elchingen.

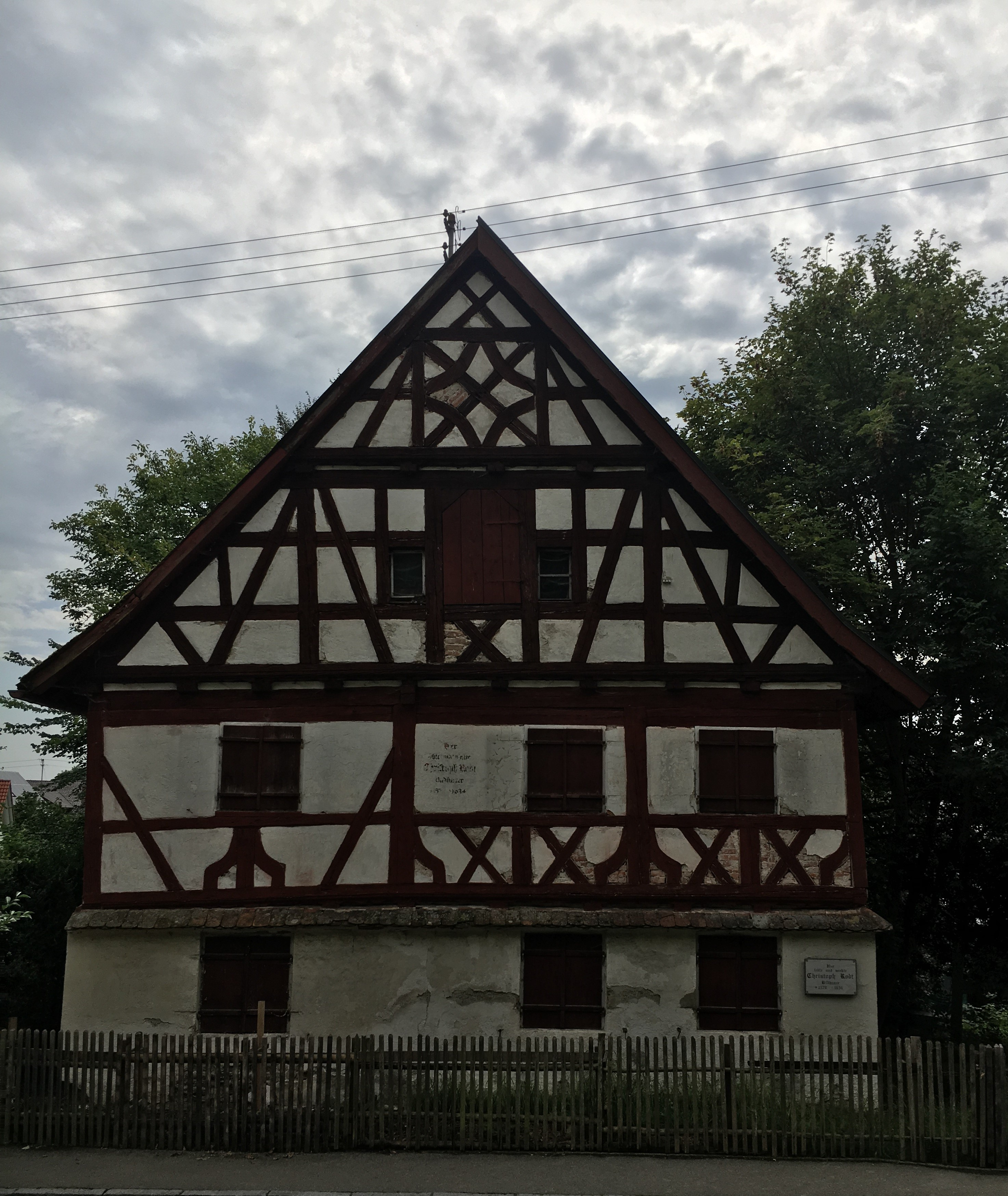
Lebens- und Wirkungsstätte des Bildhauers

Rodt starb im Jahr 1634 in Großkötz.
Einer der bedeutendsten Schüler von Christoph Rodt ist der Tiroler Hans Patsch aus Landeck.